# Géza Zichy
Géza Zichy, né le 23 juillet 1849 au château de Sztára et mort à Budapest le 14 janvier 1924, est un pianiste et compositeur hongrois. Membre de la famille Zichy, il fait partie de la noblesse hongroise et reste célèbre dans l'histoire de la musique en tant que premier pianiste manchot et gaucher, avant Paul Wittgenstein.

## Biographie
Géza Zichy naît au château de Sztára le  23 juillet 1849. Il appartient à la noblesse hongroise en tant que représentant de la famille Zichy. À sa naissance, il porte le titre de comte de Vásonykeő.  Il subit une amputation du bras droit à la suite d'un accident de chasse, à l'âge de 14 ou 15 ans. Déterminé, malgré tout, à devenir pianiste, il développe une technique personnelle en jouant et en composant de la musique de piano pour la main gauche seule. « J'ai fermé la porte », écrit-il dans ses mémoires, « et je me suis habillé seul. La poignée de porte, les meubles, mes jambes, mes dents ont tous aidé. Au déjeuner, je n'ai pas mangé de nourriture que je ne pouvais pas couper moi-même et je n'ai pas accepté le moindre service. Aujourd'hui, j'épluche des pommes, je me coupe les ongles moi-même, je m'habille tout seul, je monte à cheval, je conduis un attelage à quatre, je suis un bon chasseur à la balle comme à la chevrotine, et j'ai même appris un peu à jouer du piano. Vous pouvez être autonome d'une seule main, il suffit de savoir comment s'y prendre ». En 1873, il entreprend un programme de six années d'études auprès de Franz Liszt. Il a également étudié sous la direction de Robert Volkmann.
Le 10 septembre 1871, il épouse la comtesse Melania Karátsonyi. Le couple a trois enfants, dont un fils également prénommé Géza, né le 3 novembre 1882.

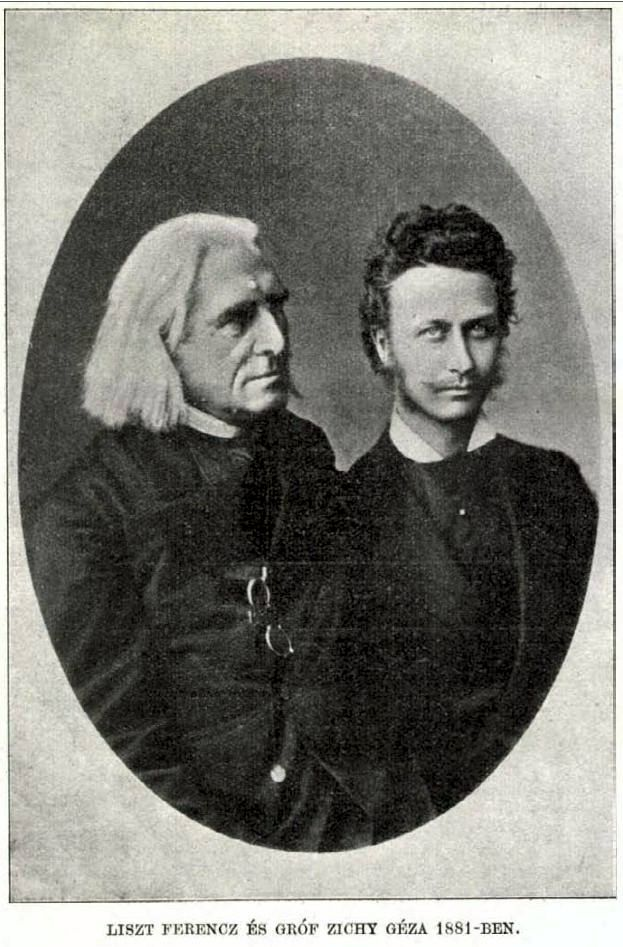
Geza Zichy et Franz Liszt en 1881.

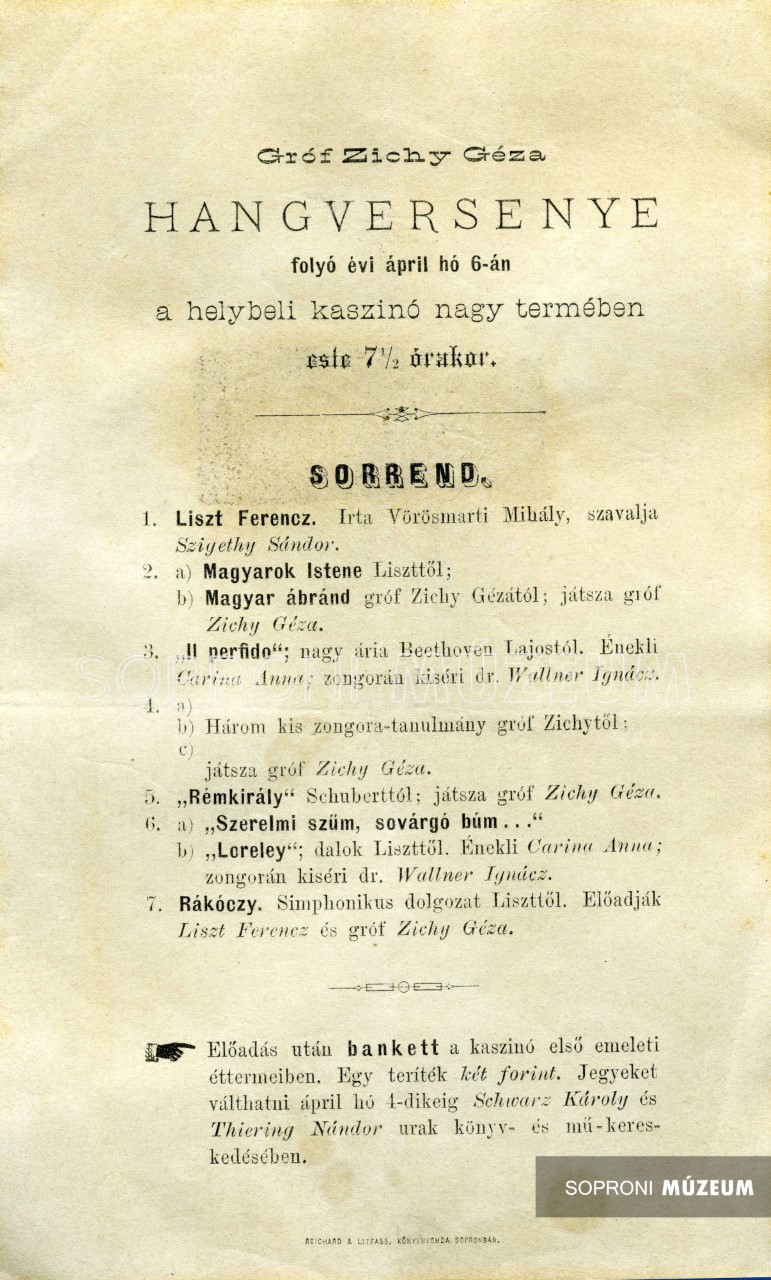
Programme de concerts de Géza Zichy en 1881 à Sopron. Liszt et Zichy ont interprété la dernière pièce ensemble.

En dépit de son handicap, Zichy rencontre immédiatement le succès en tant que pianiste de concert et compositeur, sur une carrière de plus de quarante ans. Il donne des concerts entiers en jouant de la musique avec piano pour la main gauche, les recettes étant systématiquement versées à des œuvres de charité puisqu'il dispose d'une fortune personnelle. Zichy devient vite célèbre, tant pour sa sensibilité d'artiste que pour sa technique impeccable. Liszt rend compte de manière élogieuse de ses performances dans des lettres à ses amis : « Ses Six Études pour la main gauche sont de bon goût, de grand style et plus abouties que bien des compositions de ce genre composées pour deux et même quatre mains. Mais elles sont si difficiles que leur auteur seul peut réaliser cet exploit qui consiste à les jouer ». Parmi ses admirateurs, le critique Eduard Hanslick, connu pour sa sévérité envers les musiciens, déclare que le jeu de Zichy constitue « la plus grande merveille des temps modernes au piano ».
De 1891 à 1894, il occupe le poste d'intendant de l'Opéra royal hongrois. Sa nomination marque la fin du mandat de Gustav Mahler en tant que directeur musical. Membre de la Chambre haute, il devient également directeur du Conservatoire de Budapest. Le musicologue Marc Vignal présente le comte Zichy comme « compositeur à ses heures, et nationaliste étroit » : dès sa prise de fonction, le 3 février 1891, il reproche à Mahler « son goût « immodéré » pour les opéras allemands, c'est-à-dire pour Wagner, et modifie unilatéralement les statuts du théâtre. Mahler, privé de la moindre parcelle d'« autorité », trouve ainsi son bureau fermé à clef : violation de contrat qui l'amène à démissionner dès le 14 mars ».

Le comte Zichy meurt à Budapest le 14 janvier 1924. Il a également composé de la poésie et laisse une importante autobiographie, Aus meinem Leben (« De ma vie ») en trois volumes publiés de 1911 à 1924, dans laquelle il fournit de nombreux conseils pour ceux qui, comme lui, ont été forcés de vivre avec un seul bras.

## Œuvres

### Opéras
- A vár története (« L'Histoire du château », 1888)
- Alár (« L'Alarme », créé à Budapest en 1896)
- Roland mester (« Maître Roland », créé à Budapest le 10 janvier 1899)
- La « trilogie Rákóczi », d'après la vie de François Rákóczi[12] :
  - Nemo (créé à Budapest en 1905)
  - Rákóczi Ferenz (créé à Budapest en 1909)
  - Rodostó (créé à Budapest en 1912)

### Ballet
- Gemma, ballet

### Musique vocale
- Dolores, cantate (1889)
- Diverses mélodies

### Œuvres pour piano pour la main gauche
- Sonate pour piano,
- Divertimento pour piano,
- Quatre Études de concert pour piano,
- Six Études de virtuosité dédiées à son maître Franz Liszt — la 6e et dernière pièce est une transcription du Roi des Aulnes de Franz Schubert,
- Deux Pièces pour piano,
- Concerto en mi bémol majeur « pour la main gauche » pour piano et orchestre (1902), premier ouvrage du genre[3] avant le Concerto pour piano et orchestre op.17 d'Erich Wolfgang Korngold (1922) commandé par Paul Wittgenstein, également à l'origine de la commande du Concerto pour la main gauche de Maurice Ravel (1930).

### Œuvres pour piano à deux mains
- Liszt-Marsch,
- Idylle,
- Nász-Gavotte,
- Cortège et hymne royal, extraits de son opéra Alár.

### Transcriptions d'œuvres pour piano pour la main gauche
- Bach : Chaconne, de la Partita pour violon seul no 2 BWV1004,
- Chopin : Polonaise en la majeur, no 1 des Polonaises op.40,
- Liszt : Nocturne no 3 « Liebestraum »,
- Wagner : Fantaisie sur des thèmes de Tannhäuser,
- Marche de Rákóczy, qui sert également de thème pour la Marche hongroise de la Damnation de Faust de Berlioz, aussi transcrite pour deux pianos par Franz Liszt.

## Postérité

### Distinctions
Le comte Géza Zichy a été décoré, entre autres, des ordres suivants :
- Chevalier de l'Ordre impérial de Léopold
- Chevalier de l'Ordre de François-Joseph, en 1901

### Hommages
Franz Liszt a dédié à Géza Zichy — qu'il présente à Richard Wagner comme « son meilleur ami » — la mélodie A magyarok Istene (« Un Dieu hongrois ») S.339, sur un poème de Sándor Petőfi, en 1881. Emil von Sauer, autre élève de Liszt, lui dédie la pièce intitulée Waldandacht (« Recueillement dans les bois ») en la bémol majeur, no 28 de ses Études de concert.
Ferdinand Thieriot a dédié son Quatuor pour piano et cordes no 2 op.30 au comte Géza Zichy. Charles-Marie Widor lui a également dédié son Quintette pour piano et cordes no 2, op.68.

### Discographie
En 2016, le pianiste brésilien Artur Cimirro (en) a enregistré une intégrale des pièces pour piano de Zichy :
- Géza Zichy : « Sonate, Deux pièces, Quatre Études de concert et Six Études pour la main gauche » par Artur Cimirro (2016, Acte Préalable AP0371[15]),
- Géza Zichy : « Transcriptions d'œuvres pour piano pour la main gauche » par Artur Cimirro (2016, Acte Préalable AP0372[16]).